# Prince Amartey
Prince Amartey (Ho, 25 giugno 1944 – 23 settembre 2022) è stato un pugile ghanese.

## Palmarès
- Olimpiadi

Monaco di Baviera 1972: bronzo nei pesi medi.